# Ali Ashour
Ali Ashour (* 1960 in Al-Chums) ist ein libyscher Richter und Politiker.
Ashour studierte Rechtswissenschaften an der Universität Benghazi. Nach seinem Studium war er als Richter in Misrata tätig. Am 22. November 2011 wurde Ashour zum Justizminister von Libyen im Regierungskabinett von Abdel Rahim el-Kib ernannt.